# Кале (Долно Орехово)
Вижте пояснителната страница за други значения на Кале.
Кале (на македонска литературна норма: Кале) е антична средновековна крепост над битолското село Долно Орехово, Северна Македония.

## Местоположение
Калето се издига на 2 km североизточно над Долно Орехово и на 6 m над околните долини (1105 m надморска височина). Доминира над превала на 2 km северно от него, по който минава пътят от Битолското поле към Южно Мариово.

## Антични останки
На рида в края на античността е построен здрав кастел. Крепостната стена е изградена от камък с хоросан и затваря пространство от 180 х 90 m (1,3 ha). В северния, по-висок дял вътрешна стена оформя малък вътрешен град (акропол). При разкопки са открити късноантична керамика и монети от V и VI век. Крепостта е контролирала границата между провинциите Македония I и Македония II, минаваща на север.

## Средновековни останки
В средновековието крепостната стена на акропола е поправяна. Открита е средновековна керамика, парчета от стъклени гривни, железни инструменти, бронзов пръстен (XII — XIII век). Отвън край крепостта и вътре в старата крепостна стена са открити три некропола и в 1986 - 1988 година са проучени 66 гроба от учени от Битолския музей. Гробовете са датирани с накит, типичен за X — XII век.
Явно крепостта е продължавата да изпълнява функцията си на крайпътна стража между Битоля и Чебрен.